# アルバート・ウェスカー
アルバート・ウェスカー（Albert Wesker）は、カプコンのゲーム『バイオハザード』シリーズに登場する架空の人物。
ゲーム版をはじめ各媒体では名字の「ウェスカー」が通称や表記に用いられているが、本項では名前の「アルバート」で表記する（理由は#ウェスカー計画を参照）。
| 『バイオハザード0』                                  | （以降、『0』）    |
| 『バイオハザード』                                   | （以降、『1』）    |
| 『バイオハザード CODE:Veronica』                     | （以降、『CV』）   |
| 『バイオハザード4』                                  | （以降、『4』）    |
| 『バイオハザード RE:4』                              | （以降、『RE:4』） |
| 『バイオハザード5』                                  | （以降、『5』）    |
| 『バイオハザード アンブレラ・クロニクルズ』          | （以降、『UC』）   |
| 『バイオハザード ダークサイド・クロニクルズ』        | （以降、『DC』）   |
| 『バイオハザードIII』                                | （以降、『III』）  |
| 『バイオハザードIV アフターライフ』                  | （以降、『IV』）   |
| 『バイオハザードV リトリビューション』               | （以降、『V』）    |
| 『バイオハザード: ザ・ファイナル』                   | （以降、『VI』）   |
| 『バイオハザード: ウェルカム・トゥ・ラクーンシティ』 | （以降、『WTRC』） |
| 『バイオハザード』※実写ドラマ                        |                    |

## 公式プロフィール
- 年齢：38歳（1998年当時『0』『1』『CV』）→42歳（2002年当時『DC』）→43歳（2003年当時『UC』）→44歳（2004年当時『4』）→46歳（2006年当時『5』）→48歳（2009年当時『5』）
- 血液型：O型
- 身長：183cm→190cm（『5』）
- 体重：84.5kg→90kg（『5』）
- 趣味：フットボール、戦史研究

## キャラクター設定
ラクーンシティ警察署特殊部門S.T.A.R.S.（スターズ）総隊長にして、同隊アルファチームのリーダー。表向きには生物工学に精通する知識を陸軍に買われて技術将校となり、民間企業の要職を経てS.T.A.R.S.の中心人物に抜擢された、という異色の経歴を持つとされているが実際には10代から研究員としてアンブレラに勤務し、情報部への転属後、工作員としてS.T.A.R.S.に送り込まれていた。
作品によっては主人公を務めることもある、ダークヒーロー的な存在とされている。『0』『CV』『4』『UC』『5』『RV2』では、一部でプレイヤーキャラクターとして操作可能。また、『UC』ではプレイヤーキャラクターだけでなくナレーションも務める。
自身に投与したウィルスに適応後には超人的な能力を得ている（詳細は後述）。『4』『5』や実写映画では強力な体術や弾丸避けも駆使しており、その強さは『マーセナリーズ』でも反映されている。さらに、小説版『UC』ではリサ・トレヴァー以外のB.O.W.と同調し、意のままに操れる。
きわめて冷静沈着で鋭い観察力と洞察力から感情よりも論理的な考え方を優先し、自らの野望の邪魔になるクリス・レッドフィールドを憎みながらも彼の能力の高さを認め、陽動として自らの目的や利益になるよう利用する。物事を別視点から観察して疑問を抱く様子なども見せており、そのことをうかがえる記述が『ウェスカーズ・リポートI & II』の中にある。有能な人物の詳細には一通り目を通す面を持ち、『2』のファイルではレベッカを「期待のニューフェイス」と一目を置いている。また、『5』では目的のためなら手段を選ばない一面も見せており、自分以外の人物を利用するだけ利用して用済みとなれば平然と切り捨てるという、きわめて冷酷非情な人物として描かれている。
瞳は元々青色だったが、死亡を経て蘇生を果たした『CV』では赤く発光する黄色となっている。しかし、蘇生した経緯が描かれる『UC』では赤く発光するも瞳は青色であるうえ、『CV』以降の『DC』でも青色のままになっている。それ以降の『5』では黄色となっている。
容姿は基本的に、金髪オールバック・黒い衣服・サングラスである（『0』と『1』では白衣も着用している）。

## ウェスカー計画
生い立ちに関しては、『5』でアルバート自身も知らなかった「ウェスカー計画」という事実が、オズウェル・E・スペンサーの口から語られる。
スペンサーはウィルスを用いての強制進化で自らが新人類の創造主となる野望を成就するため、完璧な肉体と頭脳を持つ従順な被験者を育成することを計画し、世界各地から才のある子供を集めてその全員に「ウェスカー」の名を与え、アンブレラによる庇護や極秘裏の監視下で英才教育を施した後、全員にさまざまな手段で謎のウィルスを投与させ、生き残った者を次の段階へ移行させようと目論んだ（同期でライバルのウィリアム・バーキンからアルバートが受け取ったウィルスも、実は自身に投与させるための策略であった）。
しかし、この実験はアルバートを除くほとんどのウェスカーが死亡するという結果に終わり、アークレイ研究所で発生した生物災害事件（「洋館事件」）のトラブルも重なって計画は頓挫してしまう。唯一のウェスカーとなったアルバートの資質と成長にスペンサーは満足していたが、真実を知ったアルバートは自らがスペンサーの野望を代行することを決意し、彼を殺害した。

## 人物関係
G-ウィルス開発者のウィリアム・バーキンとはアンブレラ所属当時に幹部養成所で知り合って以来、ライバルにして友人である。共にアークレイ研究所で主任研究員を勤めてから約10数年間はt-ウィルスの研究に勤しむ一方、アルバートが情報部へ転属した後も関係は続いていたようであり、その後もアンブレラ事件が発生するまで20年間続いている。アルバートが情報部へ転属した後にアンブレラからの離反を考えていた際、ウィリアムはそのことを知っていたが、ウイルスに関する企みを隠し「バカな裏切り」と評しながらも本社へ報告しなかったことから、彼なりにアルバートへの友情は持っていた模様。なお、逆にアルバートがウィリアムに対して本当の友情を持っていたかは不明である。
クリス・レッドフィールドとは1998年に発生した洋館事件以来自分の計画を邪魔されただけに留まらず、アンブレラから充分なサンプルデータを持ち帰れなかったために離反先の組織から無能の汚名を着せられる羽目になったため、逆恨みする形で彼を憎んでいる。この因縁は2009年のアフリカでクリスに打倒されるまで続いた。その一方、クリスの技量や戦闘力に関しては誰よりも高く評価しており、『CV』にて覚醒したアレクシアと対峙した際、自分には分が悪いと見たのか、たまたま居合わせたクリスにその場を任せて逃走したり(その際「優秀な部下だった貴様にここは任せるとしよう」と発言している)、自らの目的のために陽動に利用したこともある（詳細は#バイオハザード アンブレラ・クロニクルズ／「アンブレラ終焉」を参照）。
エイダ・ウォンとはラクーンシティ事件でのG-ウィルスの回収のために協力して以来長らく接触し合うことが多かったが、本当の意味での信頼関係や仲間意識などは皆無だったようで、各々の目的のために上辺だけで手を組んでいたに過ぎない。2004年に南欧で発生した事件以降はエイダが離反したため、関わりが途絶している。
『RV2』の黒幕であるアレックス・ウェスカーは、ウェスカー計画のもう1人の生き残りである。血縁こそないものの、互いに認識はあったようであり、アルバートと共に写る写真も登場している。アレックスはアルバートを兄のような存在と捉えていたが、アルバートがアレックスをどう思っていたかは明かされていない。ただし、トライセル社を利用して開発したウロボロス・ウィルスが完成した際は、彼女にそれらを渡していた事から、他者を自身の道具としてでしか考えていなかったアルバートととしては、一定の信頼を寄せていた事がうかがえる。
レオン・S・ケネディに関しては直接の面識はないが、先述の南欧におけるエイダの報告を通して一目置いており、ジャック・クラウザーを撃破したことで実力と強運を認め、「それならサドラーにもダメージを与えることが出来る」と高く評価していた。が、それ故に『4』における目的の邪魔になることを懸念して協力関係にあったエイダに始末するように命令を出している。
ジェイク・ミューラーは、アルバートの実の息子である。ジェイクの年齢（『6』の2012年12月24日当時で20歳）から計算すると、アルバートがアンブレラに籍を置いていた頃（1992年、研究員から情報部に転属した頃）にジェイクは生まれているため、それ以前にアルバートはとある女性と関係を持っていた時期があったことになるが、ジェイクが生まれた時点でアルバートはその女性との縁が途絶えていたため、ジェイクとは明確な親子関係も面識も存在していない。また、ジェイクのことを認知していたかも不明である。

## 作中における行動

### 洋館事件前の経歴
元々、アルバートは生物工学を専門とした科学者であったが、1970年代にはアンブレラの幹部養成所に幹部候補社員として所属する。後に18歳の時に同期であり、友人のウィリアム・バーキンと共に1978年頃にアークレイ山地の奥地に建っていたアークレイ研究所の主任研究員として赴任することになる。その過程で、とあることがきっかけで研究が停滞し、時間に余裕ができるようになると、アンブレラ現総帥であるスペンサーに対する考察をし、スペンサーの行動に数々の疑問を抱くようになり、それでも彼の指揮下で黙々とt-ウィルスの研究を続けていくうち、アルバートは次第に「アンブレラをも超え、世界の頂点に立つ」という野望を秘めるようになっていった。
1988年にアルバートはウィリアムと共謀し、当時自らが所属していた養成所の所長であると同時にアンブレラ内でスペンサーと権力闘争を繰り広げていたジェームズ・マーカス博士を殺害すると、スペンサーの下でその地位を確固たるものとした。なお、周囲から陰口を叩かれるなど評判は悪かった模様。
その後、1991年迄の間にウィリアムがマーカスの研究を引き継ぎ、研究を続けていたt-ウィルスが完成の域に達した頃、科学者としての限界を感じ始めたアルバートは、諜報部に転属すると同時にライバル企業へ転身する機会をうかがうようになる。

### バイオハザード0/バイオハザード
1996年にアンブレラの計らいでS.T.A.R.S.隊長に就任したアルバートは、その2年後の1998年に洋館事件を利用してライバル企業への手土産とするt-ウィルスや、それによって生み出されたB.O.W.（バイオ・オーガニック・ウェポン）とS.T.A.R.S.を戦わせた実戦データを回収しようと画策する。先遣隊として洋館へ派遣させたブラヴォーチームを乗せたヘリコプターが墜落するように仕向け、クリス（もしくはジル・バレンタイン）の活動も虚しく隊員が次々と命を落とす裏で暗躍しながら、B.O.W.の実戦データを回収していく。計画に気付いたエンリコについては自らの手で射殺し、その上で計画をより完璧なものとすべく、アルファチーム隊員のバリー・バートンに家族を拉致したという旨を告げて脅迫し、自らの手駒とした（実際には組織のバックアップがなかったことからも拉致していない。家族を愛するバリーの心に付け入ることは容易であろうというアルバートの独断による）。最終的には研究所で自分の正体を突き止めたクリスやジルらの面前で、t-ウィルスが生み出した究極兵器「タイラント」（T-002型）による死を偽装するも、クリスやジルによってタイラントを倒されたために失敗する。アルバートは力尽きる直前、予めウィリアムから貰っていた詳細不明のウィルスを注入しており（『5』にて、スペンサーの差し金による試作段階のウィルスと判明する）、それによって得た超人的能力で死の淵から復活すると、ゾンビやリサ・トレヴァーを退けて洋館から脱出した。
なお、『1』ではジル編のバリー生存ルートでのみタイラントに殺害されず、バリーに気絶させられた後はタイラントとの戦闘終了後に起爆装置を作動させている。その後、通常の攻略（寄り道をせず、クリスを救出するか無視して非常脱出口へ向かう）を進める場合にはアルバートは登場しないため、ルートによっては彼の安否は不明とも取れる描写だった。しかし、実はこのルートの場合でもアルバートは起爆装置の前で死体となっており、『1』の発表時点では明確に死亡している人物であった。このため、「アルバートは安否不明」と誤解したプレイヤーもおり、平野耕太は漫画『進め!!聖学電脳研究部』にてアルバートを安否不明とした上で『2』でバリーとレベッカ・チェンバースが生存していることを受け、「安否不明のキャラが生存しているとなるのであれば、明確な死が描かれていない彼も生存し再登場するのではないか」と考察していた。
ゲームキューブによるリメイク版のジル編（バリー生存ルートの場合）は、バリーに撃たれたあと、「二人そろって地獄へ行け」と言ってタイラントを起動させるものの、アルバートはタイラントによりはじき飛ばされてしまう。タイラントとの戦闘後、アルバートを調べると「哀れな死に様だ…。」と表示されるが、ジルがバリーのもとへ駆け寄って彼が目を覚ますと、アルバートは忽然と姿を消しているという展開になる。なお、リメイク版ではジルがアルバートを強い口調で非難したことで、彼に殴られる描写が新たに加えられている。

### バイオハザード2
作品自体には登場しない（ファイルや登場人物たちの会話の中で、名前や写真が登場するのみ）。
アルバートは一度死亡したことによって、アンブレラのライバル組織「H.C.F.」のメンバーとなったが、アンブレラ幹部のセルゲイ・ウラジミールの根回しから制御コンピュータ「レッド・クイーン」に妨害され、洋館事件の際にタイラントを始めとする十分なサンプルを持ち帰れなかったため、「H.C.F.」の人間からは無能という彼にとっては不名誉なレッテルを貼られる羽目になってしまう。その後は名誉を挽回すべく、ウィリアムの手によって完成していたG-ウィルスの奪取を目論む（この様子は、『UC』で描かれている）。さらに同組織のエイダ・ウォンと平行してウィリアムも自分の組織側に引き入れようと暗躍するも、先にアンブレラのハンク率いる特殊工作部隊U.S.S.がウィリアムを襲撃し、その影響でウィリアムがG-生物となってしまったため頓挫。そこへレオン・S・ケネディやクレア・レッドフィールドによって更なる妨害を受け、自身でのサンプル奪取にはまたしても失敗する。しかしその後、レオンやクレアの去った後に残っていたG-生物の死骸からエイダに採取させた組織片から抽出されたG-ウィルスを入手したことで、ようやく無能の汚名を返上する。

### バイオハザード3
ゲーム本編では登場しないが、小説版『UC』では、アルバートがネメシスを裏でコントロールしていたことが判明し、レオンたちが遭遇したタイラントもコントロール可能だと描写されている。なお、B.O.W.と同調する際にはその感覚を共有でき、B.O.W.が受けた痛みはアルバートにも伝わる。

### バイオハザード CODE:Veronica
ラクーンシティでのG-ウィルス入手から数か月後。「H.C.F.」で活動を続けているアルバートはG-ウィルス入手だけで満足せず、次なる2つのターゲットを決める。
1つ目はラクーンシティ壊滅後にアメリカ合衆国当局に保護されていた、シェリー・バーキンである。G-ウィルス以外にもウィリアムによって生み出された何かが彼の娘であるシェリーに隠されていると考え、当局の警戒を潜り抜けて身柄を抑えることに成功する。
2つ目はかつてウィリアムを大いに苛立たせたほどの天才、アレクシア・アシュフォードが生み出した、t-Veronicaウィルスである。t-Veronicaを奪取すべくロックフォート島や南極基地へ侵入するが、アレクシアをサンプルとする予定だったところを、t-Veronicaと適合した彼女の戦闘能力が想像以上の高さだったことや、遭遇したクリスとクレアによる妨害のために失敗してしまう。しかし、その後にt-Veronicaを投与されたスティーブ・バーンサイドの遺体をサンプルと決め、t-Veronicaの入手に成功する。脱出間際にはクリスと1対1での決闘を行うが、倒壊に巻き込まれて顔を負傷して撤退したため、この場で決着は付かなかった。

### バイオハザード ダークサイド・クロニクルズ／「オペレーション・ハヴィエ」
南極研究所での任務から4年後の2002年。
作中への登場はわずかだが、作中で読み取れる文書ファイルによると、本作開始1年前の2001年頃に南米の麻薬王、ハヴィエ・ヒダルゴに接触している。ハヴィエへはt-ウィルスやt-Veronicaなどのウィルスだけでなく、イビーやプレイグクローラーなど数種類のB.O.W.も売り渡しており、それによってクリーチャー化したハヴィエを相手に戦うレオンとジャック・クラウザーの姿を、終始遠くから観察していた。
また、本編の終了後には軍を除隊したクラウザーがアルバートに接触し、彼の所属する組織に加わったことが判明する。
この組織については後に第3の組織と呼ばれるが、H.C.F.である可能性が高い。ただし、作中で名前が明らかにならないため、正体はわかっていない。

### バイオハザード アンブレラ・クロニクルズ／「アンブレラ終焉」
南米での事件から1年後の2003年。
アンブレラ倒産直前のロシア支部にアンブレラの機密データが集中していることを知る。クリスのことは相変わらず憎んでいるが、その一方で彼の能力を誰よりも高く評価していたため、ロシア政府にあえてアンブレラの新型B.O.W.開発の情報を流してクリスたちをおびき寄せ、陽動に利用して機密データの奪取計画を立てると、内通していたロシア支部の研究員にt-ウィルスを漏洩させ、施設内にバイオハザードを引き起こした。その後t-ウィルスに汚染されたロシア支部コーカサス研究所に単身で乗り込み、怪物化したセルゲイを倒す。その後、レッド・クイーンからアンブレラのデータを奪取してレッド・クイーンそのものを消去し、クリスたちと遭遇する前に立ち去った。
また、クリスたちが到着する前にあらかじめ下準備を整えておいたなど不審な点も目立つが、小説版『UC』ではロシア政府が彼らに仕掛けていた盗聴器を傍受していたことが判明している。
最後には、ラクーンシティ事件以来から国を相手どったアンブレラ裁判にコーカサス研究所で得たB.O.W.などのデータを提出したことでアンブレラの全面敗訴が決定し、同社を完全崩壊に追い込んだ。

### バイオハザード4
アンブレラ倒産後から1年後2004年。
活動を続けていたアルバートは、スペインを根拠地として活動を続けるロス・イルミナドス教団の持つ寄生体「プラーガ」を狙い、エイダやジャック・クラウザーを派遣する。その頃、誘拐されたアシュリー・グラハムを捜索すべく訪れたレオンによってまたも計画を妨害されかけるが、最終的にエイダはサンプル回収に成功している。
しかし、『エイダズレポート』に「組織の命令によりアルバートには別の物をプレゼントした」
という旨の記述があることから、実際にはエイダの裏切りに遭ったために従属種プラーガのサンプル入手にとどまったことがうかがえる。『4』終了時点で支配種プラーガはエイダからアルバートの手元には渡っていなかったが、プラーガを投与されたジャック・クラウザーの遺体をサンプルと決め、プラーガの入手に成功する。『5』の時点でサンプルを用いた応用実験の数々を成功させた経緯は不明のまま、このレポートの内容にも謎が多い。

### アンブレラ終焉後及び『バイオハザード5』の3年前『Lost in Nightmares』
南欧での事件から2年後の2006年。
アンブレラ崩壊以来、行方をくらまして隠遁生活を送っていたスペンサーの居場所を突き止めると、スペンサーから彼の野望とアルバートの出生の秘密を聞かされた後に、野望を引き継ぐことを宣言し、殺害する。その直後、同じくスペンサーの捜索に訪れたクリスとジルの襲撃に遭うも、超人的な身体能力（発射された弾丸を視認してから回避、ほぼ瞬間移動のような高速移動、クリスやジルを遥かに凌駕する筋力など）で2人を圧倒してクリスに止めを刺そうとしたが、ジルの決死の突進により失敗し、彼女と共に屋敷の窓から谷へ落下して行方不明となる。しかし実際は死亡してはおらず、普通なら落ちれば助からない高さを超人的な能力で崖を滑り、落下速度を抑えながらジルを殺さずに回収していた。そのままジルをトライセル社へ運び、ウロボロス・ウィルスの研究に利用していく。

### バイオハザード5
スペンサー邸でのクリスたちとの交戦から3年後の2009年。
トライセル社アフリカ支社長のエクセラ・ギオネと共に、アフリカで起きたバイオテロの裏で暗躍していたが、今作では超人的な身体能力を引き起こす源となっている体内のウィルスは不安定であり、専用の安定剤「PG67 A/W」で抑制していることが判明する。
トライセル、エクセラ、ジルを利用し、t-ウィルス、G-ウィルス、t-Veronicaウィルス、プラーガなどに見られる過度の変異、精神汚染に伴う自我と理性の喪失、制御面での問題を克服させた上、各ウィルスを上回る脅威であるウロボロス・ウィルスを完成させて世界中へ拡散させることで自身と同じくウィルスに選ばれて生き残った人間のみによる秩序が築かれた新世界を作り出そうと画策する。やがてエクセラを裏切ってウロボロス・ウィルス搭載ミサイルを積載した爆撃機を離陸させることには成功するが、クリスと彼の新たなパートナーであるシェバ・アローマに阻止されて火山へ墜落し、計画は失敗する。上空から地上へ激突しても死なずに済むなど人外の耐久性は健在のようであり、計画を妨害されたことへの憤怒と憎悪からウロボロス・ウィルスを自身に取り込むと、暴走状態を発生させてクリスとシェバへ襲い掛かる。2人からの攻撃を受けて多大なダメージを負ったところで突如足場が崩れて溶岩流の中へと沈んでしまう。2人を乗せて脱出しようとするヘリコプターに触手を伸ばし、熱さにもがき苦しみながらも溶岩へ引きずり込もうとあがくが、最後は機内のクリスとシェバからRPG-7の攻撃を2発喰らい完全に倒される（カプコンの川田将央プロデューサーは「アルバートは死亡した」と公言している）。

### バイオハザード リベレーションズ2
『5』で死亡したため、登場こそしないが、オズウェル・E・スペンサーが推奨したウェスカー計画での選別を生き残ったもう一人のウェスカーである女性、アレックスと深い交流があったことをうかがわせる文章がいくつか登場しており、さらに彼女と共に並んで描かれた肖像画が登場している。作中ではアレックスが兄のように扱っているが、実際に血の繋がりがある訳ではない。また、DLC限定であるが、RAIDモードに『5』に準じた設定でハンクと同様にゲスト出演している。

### バイオハザード6
『5』で死亡したために本作では登場しないが、前作でのアルバートの動向について触れられるシーンが散見される。また、自身へウィルスを投与する以前の時期にとある女性との間にもうけた、息子のジェイク・ミューラーが登場する（時期については不明だが、アンブレラに籍を置いていた1993年前後であることがジェイクの年齢からうかがえる）。しかし、ジェイクとの間に親子らしい出来事は存在せず、彼はシェリーと出会うまでアルバートのことはおろか、顔すら知らずにいた。アルバートがジェイクの存在を認識していたかについては不明であり、相手の女性と出会うまでの経緯や、ジェイクらの元を去った時期も明かされていない。作中で閲覧できるファイルによると、その女性はアルバートの悪口を言うジェイクを厳しく叱っていたことから、アルバートに捨てられた後も彼を愛していたことがうかがえる。また、どの始祖系統のウィルスにも耐えうる抗体の持ち主であることが判明しており、間接的にではあるが新型のC-ウィルス強化に利用されたこともあった一方で、世界をC-ウィルスの脅威から救える鍵となっていたりと、死後も多大な影響力を残していたことがうかがえる。

### バイオハザード7 レジデントイービル
アルバートのサムライエッジと生前の研究成果をベースに、民間軍事会社となったアンブレラ社が開発したモデル「アルバート-01」（そしてレプリカモデルのアルバート-01R）が登場する。クリス・レッドフィールドが使用しており、最終決戦時に血清弾入りのものを主人公のイーサン・ウィンターズに提供した。

### バイオハザード ヴィレッジ
前作と同様に直接登場することはないが、サムライエッジ＜A.W.モデル01＞が登場する。

## 実写映画

### バイオハザードIII
本作では、坊主頭に近い髪形。作品そのものがゲーム版とはパラレルワールドに当たるため、アルバート自身もアンブレラを抜けてはいない。生き残ったアンブレラ関係者で最高の地位にあるらしく、作中の会議では議長を務めている。北米支部のサミュエル・アイザックスにアリス計画とアンデッド飼い慣らし研究を進めさせていたが、彼の独断専行などは警戒している（事実、アイザックスはアルバートの声を加工し、自分に都合の良い命令を偽造していた）。ラストでは、東京の地下へ拠点を移していたことが発覚する。

### バイオハザードIV アフターライフ
東京の地下要塞を拠点にt-ウィルスの研究とアリス計画の指揮を行っていたが、冒頭でクローンたちを率いたアリス・アバーナシーの襲撃を受けると、特殊爆弾で要塞ごとクローンアリスたちを一掃し、自身だけは飛行機で逃亡する。飛行機内では密かに乗り込んでいたオリジナルのアリスと対決して彼女へt-ウィルスの中和剤を投与し、超人的能力を奪うと同時に中和剤の影響で戦うこともままならない彼女を追い詰めるが、それに気を取られて富士山への墜落を止められず、重傷を負う。しかし、自身の肉体にT-ウィルスを投与したことで、一命は取り留める。その後はアリスたちが感染の恐れのない安住の地と信じていた船「アルカディア」を拠点に、各地から無線で呼び寄せた生存者たち（台詞によると約2000人）を捕らえて研究の実験台にしていた。T-ウィルスの影響が強すぎて能力的にはゾンビやマジニを遥かに超越する力こそ得たものの、肉体自体は不安定となる。研究の実験台にするはずの生存者を食い殺してはそのDNAを取り込むことでかろうじて安定を保っていたが、それでも完全ではなく瞳孔は爬虫類のような形に変貌し、赤く発光するようになった。そのため、アルバートを恐れたアルカディアの乗組員たちには全員逃亡されてしまう。
東京での戦闘以降、アンブレラの衛星監視システムを用いて監視していたアリスがレッドフィールド兄妹と共にアルカディアへ現れると、先述の乗組員たちに代わる新たな部下にしたベネットや、ペットである2匹のアジュレと共に迎え討つ。これまでの実験で唯一T-ウィルスに完全対応したアリスのDNAを取り込むことで自らの肉体を安定させようと、『5』での自らのような弾丸避けや高速移動などの超人的能力で彼女たちを窮地へ追い詰めるが、敗れる。しかし、アリスたちが去った後には脅威的な生命力によって蘇生を果たすと、ベネットを食い殺して傷を回復させ、再び飛行機で逃亡してアルカディアを特殊爆弾で一掃しようと謀るが、特殊爆弾はアリスによって機体の中へ移されており、飛行機そのものが爆破される。その直後、飛散する飛行機からはパラシュートが降下していく。
小説版『V』では、上記の飛行機爆発の際に爆死したアルバートはクローンだと本人に語られている。

### バイオハザードV リトリビューション
前作の戦いから生き永らえていたが、自身が離れている間にアンブレラ本社がクローン兵やアンデッドを従えるレッド・クイーンに乗っ取られていた上、更にその最終目的が人類抹殺及び生態系の淘汰であることを知り、エイダ・ウォンをはじめとする部下たちと共に逃亡・訣別した。世界中から生存者を集めてワシントンD.C.のホワイトハウスを要塞に改造し、人類軍の指導者となる。
人類対B.O.W.の最終決戦に備え、切り札としてアンブレラに監禁されたアリスを救助するよう、レオン・S・ケネディら腕利きたちと交渉してロシアの地下施設へ突入させる。レオンたちに連れられて帰還したアリスと対面すると、「彼女こそが人類最強の兵器」と評してT-ウィルスを再投与して能力を返し、アンブレラ社と人類との最終戦争の幕を上げた。

### バイオハザード: ザ・ファイナル
前作でアリスと共闘することになったが、実際はアリスを罠にはめるための嘘で結局本人はアンブレラ側の人間であった。各支部長から構成される委員会の議長などを務めるなど幹部の地位にあるが、立場としては従業員に過ぎず、アンブレラの最高責任者であるアイザックスの部下だったことが本作で判明する。ハイブの地下でアリスを仕留めようと画策するも、作戦はことごとく失敗し、最終的に本物のアイザックスを呼び覚まして指示を仰ぐ。しかし、アイザックスと対立しているアンブレラの大幹部アリシア・マーカスに解雇されたことにより、本来であればレッドクイーンが攻撃対象とすることができないアンブレラ社員の身分を喪失したため、レッドクイーンの機転によって扉で足を切断された挙句、アリスによって起爆装置を握らされる。最後はアリシアに助けを乞うも見放され、手を下ろしてしまい爆死する。
過去の作品と違い、圧倒的な強さや存在感がなくなっており、軽率な判断ミスや至らない部分が目立っている。
小説版ではゲーム同様にサムライエッジを愛銃としている。

## その他の登場作品
- SNK VS. CAPCOM カードファイターズDS - プレイヤーキャラクターカードとして登場している。
- MARVEL VS. CAPCOM 3 Fate of Two Worlds - プレイアブルキャラクターとして登場。
- ULTIMATE MARVEL VS. CAPCOM 3 - ダウンロードコンテンツとしてS.T.A.R.S時代の衣装が使用可能。
- TEPPEN - カプコンの各キャラクターが異世界で戦うという設定で、主要登場人物（ヒーロー）として登場[9]。
- Dead by Daylight - DLCプレイアブルキャラクターとして登場。

## 主な使用武器
- サムライエッジ (『1』『5』『RV2』『7』) - S.T.A.R.S.時代からの愛用銃。サプレッサーなどの拡張パーツに重点をおいたカスタム、威力が高い銃弾を使用している。『5』の本編と「THE MERCENARIES」でのS.T.A.R.S.コスチュームで装備しているが、サプレッサーは装着されていない。『RV2』では新仕様のバリーモデルをRAIDモード（DLC扱い）で使用することができる。また、アルバートの死後、再建されたアンブレラ[10]によりアルバートが生前に残していた研究成果を元に考案、設計された対B.O.W.兵器シリーズ『アルバート.W.モデル』の一環として『7』では本銃ベースのアルバート-01（及びそのレプリカモデルである、アルバート-01R）という新パーツを用いたカスタムモデルで登場。新生アンブレラは対バイオテロ部隊への供給を目的として量産を計画しており、そのプロトタイプモデルをクリスが使用した。
- H&K USP (『4』『5』『UC』『RV2』) - アンブレラ離反後から使用している、サムライエッジ同様拡張パーツに重点をおいたカスタム。ただし『5』の「THE MERCENARIES」ではH&K P8のモデルで登場しているが、上記の武器と同様サプレッサーは装着されていない。『RV2』ではRAIDモード（DLC扱い）でHG-P10の名称として使用ができる。
- H&K SL-8 (『4』) - .223口径ライフル（セミオート）の名で登場（スコープは無し）「THE MERCENARIES」で使用。
- ハイドラ (『5』『RV2』) - シリーズオリジナルの「水平3連バレル」中折式のソードオフ散弾銃。「THE MERCENARIES」でS.T.A.R.S.コスチュームの装備で使用。クリスと同様片手で射撃を行う、ゼロ距離からの発砲はS&W M500を超える威力が高い設定になっている。『RV2』でも同じ名称でRAIDモード（DLC扱い）で使用できる。
- コルト・パイソン (『CODE:Veronica』『RV2』) - .357マグナムリボルバー。『CODE:Veronica』では「BATTLE GAME」中にランダムで取得可能。『RV2』でもRAIDモード（DLC扱い）でMG-PYTHONの名称で使用できる。
- マグナムハンドガン (『4』『5』) - 大口径・高威力の大型自動拳銃。『4』ではキラー7、『5』と実写映画は「デザートイーグル.50AE」を使用。「5」ではL.ホークの名称で登場している。
- S&W M500 (『5』『RV2』) - .50口径超大型リボルバー、『5』の「THE MERCENARIES」では本来のBlackコスチューム『RV2』でもRAIDモード（DLC扱い）でMG-PALE RIDERの名称で使用できる。
- 手榴弾・感知式爆弾 (『4』『5』『RV2』) - どちらも「THE MERCENARIES」のみで使用している。『4』では炸裂・焼夷・閃光が初期から、『5』では炸裂と感知式爆弾が初期からの標準装備となっている（内容は異なるが、焼夷と閃光・感知式爆弾は拾い集めることも可能）。『RV2』ではRAIDモード（DLC扱い）で使用できる。

## 『MVC3』での技一覧

### 特殊技
サムライエッジ
手持ちのハンドガン（サムライエッジ）を撃つ。方向キーによって上段と下段に撃ち分けることができ、空中でも使用可能。
ヒット・ガードを問わず、高速翻身に派生可能。

### 必殺技
先崩掌打（せんほうしょうだ/Cobra Strike）
本家のミニゲームである『THE MERCENARIES』でお馴染みの掌打を放つ。
『UMVC3』より、ボタンを追加入力すれば高速翻身に派生可能となった。
『V』ではレイン・オカンポのクローン（戦闘員）がこれに酷似した打撃技を使用しており、ルーサー・ウエストを殺害し、アリス・アバーナシーをも一時瀕死状態に追い詰めている。
覇砕双剛掌（はさいそうごうしょう/Ghost Butterfly）
両手で放つ強力な掌打。こちらも高速翻身に派生可能。
高速翻身（こうそくほんしん/Phantom Move）
本家で見せた高速移動によるワープ技。
迅速移動（じんそくいどう/Jaguar Dash）
一瞬構えた後、残像を伴いながら前方にダッシュする突進技。先崩掌打や轟砲膝へ派生可。
轟砲膝（ごうほうしつ/Jaguar Kick）
迅速移動の派生から放つ膝蹴り。
昇甲掌打（しょうこうしょうだ/Tiger Upper Cut）
両手を光らせながら構える当て身技。
猛衝脚（もうしょうきゃく/Mustang Kick）
相手を掴んで攻撃するいわゆるコマンド投げ技。

### ハイパーコンボ
鎖巡型（さじゅんけい/Phantom Dance）
サングラスを外し、画面全体を縦横無尽に駆け回る。
使用後は裸眼状態となり、『UMVC3』ではキャラクター性能がアップする。
獄突（ごくとつ/Raino Charge）
当て身技。成功すると、閃光を纏った貫手で貫く。
連環殺（れんかんさつ/Lost in Nightmare）
Lv3専用ハイパーコンボ。その場で打開を繰り出し、ヒット時は高速で無数の打撃を浴びせ、最後に空中からウロボロス・ウィルスを仕込んだミサイルを投げ落とす。
技名の「連環」とは、このウロボロス・ウィルスを指している。

## アルバート・ウェスカーを演じた人物

### 声優
セルジオ・ジョーンズ
- 『バイオハザード』オリジナル版

ピーター・ジェソップ
- 『バイオハザード』リメイク版

リチャード・ウォー
- 『バイオハザード0』
- 『バイオハザード CODE:Veronica』
- 『バイオハザード4』

D.C.ダグラス
- 『バイオハザード5』
- 『バイオハザード アンブレラ・クロニクルズ』
- 『バイオハザード ダークサイド・クロニクルズ』
- 『MARVEL VS. CAPCOM 3 Fate of Two Worlds』
- 『ULTIMATE MARVEL VS. CAPCOM 3』
- 『TEPPEN』

Craig Burnatowski
- 『バイオハザード RE:4』

Connor Fogarty
- 『Dead by Daylight』

中田譲治
- 『バイオハザード0』HDリマスター版
- 『バイオハザード』HDリマスター版
- 『MARVEL VS. CAPCOM 3 Fate of Two Worlds』
- 『ULTIMATE MARVEL VS. CAPCOM 3』
- 『TEPPEN』
- 『バイオハザード RE:4』

立木文彦
- 『バイオハザードIII』劇場公開・ソフト版
- 『バイオハザードIV アフターライフ』劇場公開・ソフト版
- 『バイオハザードV リトリビューション』劇場公開・ソフト版
- 『バイオハザード: ザ・ファイナル』劇場公開・ソフト版

中博史
- 『バイオハザードIII』テレビ朝日版

大塚明夫
- 『バイオハザードIV アフターライフ』テレビ朝日版
- 『バイオハザードV リトリビューション』テレビ朝日版

日野聡
- 『バイオハザード ウェルカム・トゥ・ラクーンシティ』劇場公開・ソフト版

### 俳優
エリック
- 『バイオハザード』実写ムービー

ジェイソン・オマラ
- 『バイオハザードIII』

ショーン・ロバーツ
- 『バイオハザードIV アフターライフ』
- 『バイオハザードV リトリビューション』
- 『バイオハザード: ザ・ファイナル』

トム・ホッパー
- 『バイオハザード: ウェルカム・トゥ・ラクーンシティ』

ランス・レディック
- 『バイオハザード』